# Concert Tour 2007 〜そら〜 at 国際フォーラム
『Concert Tour 2007 〜そら〜 at 国際フォーラム』（コンサート・ツアー にせんなな 〜そら〜 アット こくさいフォーラム）は、平原綾香の2作目のライブビデオ。2008年2月13日にドリーミュージックから発売された。

## 概要
2008年7月1日に行われたツアー「平原綾香 Concert Tour 2007 ～そら～」のファイナル公演となった東京国際フォーラムの模様を収録している。

## 収録内容
1. Opening:Voyagers （Instrumental）
2. Wall
3. 誓い
4. Everyday
5. Gradation
6. Smile
7. 歌う風
8. 感謝
9. FONK MY NOLA（Instrumental）
10. I Love Your Smile
11. 虹の予感
12. Circle Game
13. Re:PEPPER
14. しあわせ
15. 夢暦
16. 君といる時間の中で
17. Jupiter
18. 明日
19. シチリアーナ
20. そら
21. ありがとう

## ツアー日程
| 公演数 | 開催日  | 会場                                  |
| ------ | ------- | ------------------------------------- |
| 01     | 4月8日  | よこすか芸術劇場                      |
| 02     | 4月11日 | 立川市市民会館                        |
| 03     | 4月13日 | 山梨県民文化ホール                    |
| 04     | 4月14日 | 群馬県民会館                          |
| 05     | 4月19日 | 長岡市立劇場・大ホール                |
| 06     | 4月21日 | 名古屋国際会議場センチュリーホール    |
| 07     | 4月22日 | 静岡市民文化会館・大ホール            |
| 08     | 4月24日 | 大宮ソニックシティ・大ホール          |
| 09     | 4月27日 | iichiko総合文化センター・グランシアタ |
| 10     | 4月28日 | 福岡サンパレス                        |
| 11     | 5月1日  | フェスティバルホール                  |
| 12     | 5月2日  | フェスティバルホール                  |
| 13     | 5月7日  | 千葉県文化会館・大ホール              |
| 14     | 5月8日  | 神奈川県民ホール・大ホール            |
| 15     | 5月10日 | シンフォニア岩国・コンサートホール    |
| 16     | 5月11日 | 広島厚生年金会館                      |
| 17     | 5月13日 | 岡山市民会館                          |
| 18     | 5月14日 | 高知県民文化ホール・オレンジホール    |
| 19     | 5月16日 | サンポートホール高松・大ホール        |
| 20     | 5月17日 | 松山市民会館・大ホール                |
| 21     | 5月21日 | 旭川市民文化会館・大ホール            |
| 22     | 5月23日 | 帯広市民文化ホール・大ホール          |
| 23     | 5月24日 | 北海道厚生年金会館                    |
| 24     | 5月30日 | 宮崎市民文化ホール・大ホール          |
| 25     | 5月31日 | 鹿児島市民文化ホール・第1ホール       |
| 26     | 6月3日  | 沖縄コンベンションセンター・劇場      |
| 27     | 6月6日  | 長崎ブリックホール・大ホール          |
| 28     | 6月9日  | 仙台サンプラザホール                  |
| 29     | 6月10日 | 岩手県民会館・大ホール                |
| 30     | 6月13日 | 出雲市民会館・大ホール                |
| 31     | 6月15日 | 鳥取県立県民文化会館・梨花ホール      |
| 32     | 6月17日 | 神戸国際会館・こくさいホール          |
| 33     | 6月21日 | 石川厚生年金会館                      |
| 34     | 6月23日 | 新潟県民会館・大ホール                |
| 35     | 6月24日 | まつもと市民芸術館・主ホール          |
| 36     | 7月1日  | 東京国際フォーラム・ホールA           |